# László Szapáry (diplomat)
Ladislav Jan Anatol Antonín Maria hrabě Szapáry de Muraszombat (maďarsky Szapáry de Muraszombat, Szápár et Szechysziget László János Anatol Antal Mária gróf, německy Ladislaus Graf Szapáry von Muraszombat; 16 května 1864 Perkáta – 12. října 1939 Vídeň) byl uherský šlechtic a politik, rakousko-uherský diplomat a státní úředník. V letech 1896–1903 zastával funkci guvernéra v Rijece, po zániku monarchie byl maďarským velvyslancem ve Velké Británii (1922–1924).

## Životopis

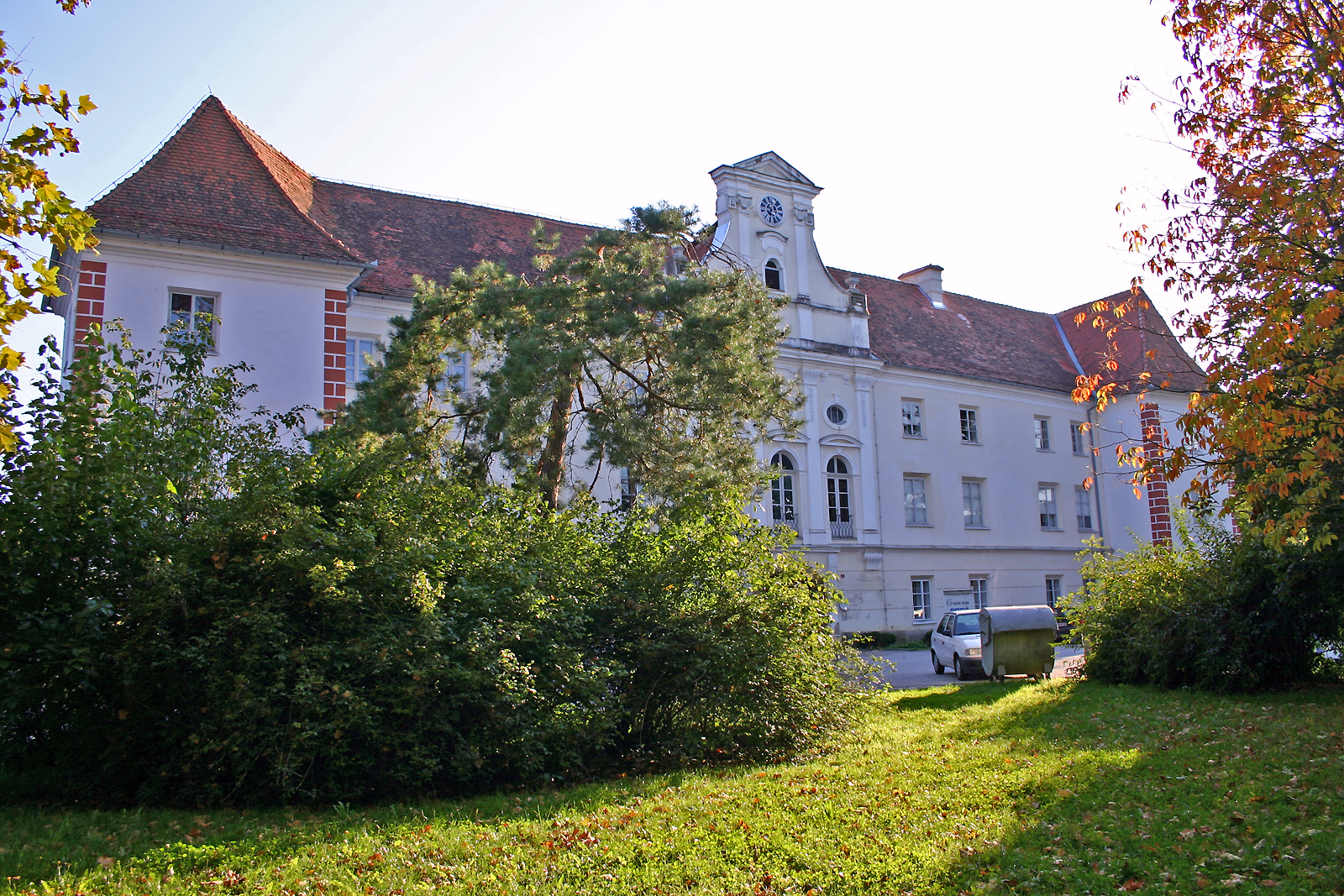
Zámek Murska Sobota (Muraszombat), hlavní rodové sídlo

Pocházel z významného šlechtického rodu Szapáryů, narodil se jako starší syn dlouholetého nejvyššího hofmistra Gézy Szapáryho (1828–1898) a jeho manželky Marie, rozené hraběnky Györyové (1840–1908). Jeho rodištěm byl zámek Perkáta, dědictví matky po vymřelém rodu Györyů. Vystudoval práva a krátce sloužil v armádě, kde dosáhl hodnosti poručíka a nastoupil diplomatickou službu. V roce 1888 byl jmenován c. k. komořím a působil jako attaché v Londýně. V roce 1892 se vrátil do Uher a byl zvolen poslancem uherského sněmu, kde se připojil k Liberální straně, později ale přešel do opozice. Kandidoval znovu v roce 1896, ale vzhledem ke jmenování do státního úřadu na mandát rezignoval.
V roce 1896 byl jmenován guvernérem v Rijece. S problematikou Rijeky byl dobře seznámen, strávil zde dětství, protože v letech 1873–1883 zde byl guvernérem jeho otec. V roce 1898 byl jmenován c. k. tajným radou a téhož roku se po otci stal dědičným členem Sněmovny magnátů. Z Rijeky byl odvolán v roce 1903 kvůli aféře s úplatky a od té doby žil v soukromí. Po rozpadu monarchie s ohledem na své majetky podporoval separatistické tendence Slovinska. Později se vrátil do služeb Maďarského království a v letech 1922–1924 byl velvyslancem v Londýně.

## Majetek a rodina
Vlastnil přes 10 000 hektarů půdy ve čtyřech župách (Abaúj-Torna, Vas, Fejér, Zala), jeho hlavním sídlem byl zámek Murska Sobota (Muraszombat) v dnešním Slovinsku.
V roce 1910 se ve Steyreggu oženil s hraběnkou Irenou Ungnadovou z Weissenwolffu (1880–1969), dcerou politika Konrada Ungnada z Weissenwolffu (1855–1912). Irena byla c. k. palácovou dámou a dámou Řádu hvězdového kříže, po vymření rodu Ungnadů v mužské linii (1917) se stala spoludědičkou velkostatků v Horním Rakousku (Steyregg a východních Čechách (Kopidlno). Nároky na dědictví v Čechách musela obhajovat soudní cestou proti rodině Šliků, po několikaletém sporu nakonec tento majetek získala. Dědického podílu na Kopidlně se vzdala ve prospěch sestry Henrietty, provdané Thurn-Taxisové (1883–1962), a sama si ponechala Steyregg. Manželství s Ladislavem Szapárym zůstalo bezdětné.
Jeho mladší bratr Pavel (Pál; 1873–1917) působil ve státních službách a v roce 1905 byl krátce také guvernérem v Rijece.